# Râul Negru (sit SCI)
Râul Negru este o arie protejată (arie specială de conservare — SAC, sit de importanță comunitară — SCI) din România, desemnată în scopul protejării biodiversității și menținerii într-o stare de conservare favorabilă a florei spontane și faunei sălbatice, precum și a habitatelor naturale de interes comunitar aflate în arealul zonei de protecție. Aceasta se întinde pe o suprafață de 2.314,5 ha, integral pe uscat.

## Localizare
Centrul sitului Râul Negru este situat la coordonatele 45°55′43″N 26°07′21″E / 45.928700°N 26.122489°E. Situl se întinde pe teritoriile administrative ale comunelor  Boroșneu Mare, Brateș, Brețcu, Catalina, Cernat, Dalnic, Ghelința, Lemnia, Mereni, Moacșa, Ojdula, Poian, Reci, Sânzieni, Zagon și Zăbala; și pe cel al municipiului Târgu Secuiesc din județul Covasna.

## Înființare
Situl Râul Negru a fost declarat sit de importanță comunitară (ROSCI0374) în septembrie 2011 pentru a proteja 12 specii faunistice. Situl a fost protejat și ca arie specială de conservare  (ROSAC0374) în mai 2022.

## Biodiversitate
Situată în ecoregiunea alpină, aria protejată conține 2 habitate naturale: Pajiști aluviale din Cnidion dubii, Fânețe de joasă altitudine cu Alopecurus pratensis.
La baza desemnării sitului se află mai multe specii protejate:
- mamifere (2): breb (Castor fiber), vidră de râu (Lutra lutra),
- amfibieni (3): izvoraș-cu-burta-galbenă (Bombina variegata), triton cu creastă (Triturus cristatus), tritonul comun transilvănean (Triturus vulgaris ampelensis)
- pești (6): avat (Aspius aspius), moioagă (Barbus petenyi), zvârlugă (Cobitis taenia Complex), țipar (Misgurnus fossilis), boarță (Rhodeus amarus), câră (Sabanejewia balcanica),
- reptile (1): țestoasa de baltă (Emys orbicularis)